# Istorija Bliskog istoka
Dom kolevke civilizacije, Bliski istok je video  mnoge od najstarijih svetskih kultura i civilizacija. Ova istorija je započela od najranijih ljudskih naselja, nastavljajući se kroz nekoliko glavnih pre- i postislamskih carstava, do nacionalnih država današnjeg Bliskog Istoka.
Sumeri su bili prvi narod koji je razvio složene sisteme koji su nazivaju „civilizacija”, počevši od 5. milenijuma pne. Egipatska civilizacija je nastala oko 3150. godine p. n. e. političkim ujedinjenjem Gornjeg i Donjeg Egipta pod prvim faraonom. Mesopotamija je bila dom nekoliko moćnih carstava koja su vladala skoro čitavim Bliskim Istokom - posebno Asirskih carstava 1365–1076. p. n. e. i Neoasirijskog carstva 911–609. p. n. e.. Od ranog 7. veka p. n. e. i nadalje, iranski Međani praćeni Ahemenidskim carstvom i drugim kasnijim iranskim državama i carstvima dominirali su regionom. U prvom veku pne, ekspandirajuća Rimska republika je obuhvatala je čitav Istočni Mediteran, čime je obuhvaćen veći deo Bliskog istoka. Istočno rimsko carstvo, danas poznato kao Vizantijsko carstvo, koje je vladalo teritorijom od Balkana do Eufrata, postajalo je sve više definisano i sve dogmatičnije u pogledu hrišćanstva, postepeno stvarajući verske razdore između doktrina diktiranih ustanovama u Konstantinopolju i vernicima u mnogim delovima Bliskog istoka. Od 3. veka sve do 7. veka, čitavim Bliskim istokom su dominirali Vizantijci i Sasanidsko carstvo. Od 7. veka, na Bliskom istoku je narastala nova sila, islam. Sredinom 11. veka dominacijom Arapa iznenada je okončana vladavina Seldžučke dinastije. Početkom 13. veka, novi talas osvajača, armije Mongolskog carstva, uglavnom turkijskog porekla, poharale su region. Početkom 15. veka u zapadnoj Anatoliji pojavila se nova sila, Otomanski emiri, jezički turska i religiozno islamska. Oni su 1453. godine zauzeli hrišćansku prestonicu Konstantinopolj i učnili sebe sultanima.
Veliki delovi Bliskog istoka vekovima su bili ratna zona sukoba između Osmanlija i iranske dinastije Safavida, počevši od ranog 16. veka. Do 1700. godine, Osmanlije su proterane iz Ugarskog kraljevstva, a ravnoteža snaga duž granice odlučno se pomerala u korist Zapadnog sveta. Britanska imperija je takođe uspostavila efikasnu kontrolu nad Persijskim zalivom, a Francuska kolonijalna imperija je proširila uticaj i na Liban i Siriju. Kraljevina Italija je 1912. godine zauzela Libiju i ostrva Dodekanez, neposredno uz obalu osmanske unutrašnjosti Anatolije. Krajem 19. i početkom 20. veka vladari Bliskog istoka pokušali su da modernizuju svoje države da bi se efikasnije nadmetale sa evropskim silama. Do preokreta u istoriji Bliskog istoka došlo je kada je otkrivena nafta, prvo u Persiji 1908, a kasnije u Saudijskoj Arabiji (1938) i drugim državama Persijskog zaliva, a takođe i u Libiji i Alžiru. Zapadna zavisnost od nafte na Bliskom istoku i pad britanskog uticaja doveli su do porasta američkog interesovanja za region.
Tokom 1920-ih, 1930-ih i 40-ih, Sirija i Egipat su krenuli ka nezavisnosti. Britanci, Francuzi i Sovjetski Savez povukli su se iz mnogih delova Bliskog istoka tokom i nakon Drugog svetskog rata (1939–1945). Arapsko-izraelski sukob u Palestini kulminirao je planom Ujedinjenih nacija iz 1947. o podeli Palestine. Kasnije, usred napetosti tokom Hladnog rata, zemlje zapadne Azije i severne Afrike u kojima se govori arapskim jezikom osvedočile su uspon panarabizma. Prestanak neposredne kontrole regiona od strane evropskih sila, uspostavljanje Izraela i sve veći značaj naftne industrije obeležili su stvaranje modernog Bliskog istoka. U većini zemalja Bliskog istoka rast tržišne ekonomije su inhibirala politička ograničenja, korupcija i kronizam, prekomerna potrošnja na oružje i prestižne projekte, i prevelika zavisnost od prihoda od nafte. Najbogatije ekonomije u regionu po glavi stanovnika su male, naftom bogate zemalje Persijskog zaliva: Katar, Kuvajt, Bahrein i Ujedinjeni Arapski Emirati.
Kombinacija faktora - među kojima su Šestodnevni rat iz 1967. godine, energetska kriza 1970-ih, počevši od naftnog embarga OPEK-a iz 1973. godine, kao odgovor na američku podršku Izraelu u Jomkipurskom ratu, istovremena saudijski predvođena popularizacija salafizma/vehabizma, i Iranska revolucija 1978-79 - podstakli su sve veći uspon islamizma i tekući islamski preporod (Tajdid). Raspad Sovjetskog Saveza 1991. godine doneo je globalne bezbednosne promene fokusa sa Hladnog rata na rat protiv terorizma. Počev od početka 2010-ih, revolucionarni talas popularno poznat kao Arapsko proleće doneo je velike proteste, ustanke i revolucije u nekoliko zemalja Bliskog istoka i Magreba. Sukobi u zapadnom Iraku 30. decembra 2013. godine bili su preliminarni za sunitski panislamistički ustanak organizacije ISIL.
Bliski istok se u engleskom i drugim jezicima obično naziva Srednjim istokom, mada u drugačijem kontekstu, posebno kada se govori o drevnoj istoriji, on može imati ograničeno značenje, naime severno, istorijski područje semitskog naroda koji govori aramejski jezik i susedne anatolske teritorije, označene u dve mape ispod.

## Literatura
- Esposito, John L. (1999), The Oxford History of Islam (Illustrated изд.), New York City: Oxford University Press, ISBN 978-0-19-510799-9
- Guzman, Gregory (1985), „Christian Europe and Mongol Asia: First Medieval Intercultural Contact Between East and West” (PDF), Essays in Medieval Studies, 2
- Hourani, Albert (2013), A History of the Arab Peoples (Updated изд.), Faber and Faber, ISBN 978-0-571-30249-9
- Stearns, Peter N. (2007), A Brief History of the World, The Teaching Company
- Wawro, Geoffrey (2008), Historical Atlas: A Comprehensive History of the World, Elanora Heights, NSW, Australia: Millennium House, ISBN 978-1-921209-23-9
- Cheta, Omar Youssef (2018). „The economy by other means: The historiography of capitalism in the modern Middle East”. History Compass. 16 (4): e12444. doi:10.1111/hic3.12444.
- Cleveland, William L. and Martin Bunton (2016). A History of the Modern Middle East. Westview Press. 6th ed..
- Fawaz, Leila Tarazi (2014). A Land of Aching Hearts: The Middle East in the Great War.
- Fawcett, Louise, ed (2013). International relations of the Middle East. Oxford University Press.
- Lewis, Bernard (1995), The Middle East: A Brief History of the Last 2,000 Years, New York: Scribner
- Goldschmidt, Arthur, and Lawrence Davidson (1991). A concise history of the Middle East. Westview Press.
- Issawi, Charles (16. 10. 2013). An Economic History of the Middle East and North Africa. Routledge. ISBN 9781134560516.. Excerpt and text search
- Kirk, George Eden. A short history of the Middle East: from the rise of Islam to modern times(Methuen, 1964)
- Monroe, Elizabeth.  Britain's Moment in the Middle East, 1914–1956 (1963) online Архивирано на веб-сајту  (21. септембар 2018)
- Mansfield, Peter; Pelham, Nicolas (2013), A History of the Middle East (4 изд.), Penguin Books, ISBN 978-0-7181-9967-8
- Rogan, Eugene (2009), The Arabs: A History
- Quataert, Donald (2000), The Ottoman Empire, 1700–1922, Cambridge University Press, ISBN 978-1-139-44591-7
- Fletcher, Sir Banister; Cruickshank, Dan (1996). Sir Banister Fletcher's a History of Architecture (20th изд.). Architectural Press. ISBN 978-0-7506-2267-7.
- William W. Hallo & William Kelly Simpson, (1997). The Ancient Near East: A History (2nd изд.). Holt Rinehart and Winston Publishers. ISBN 978-0-15-503819-6.. .
- Jack Sasson, The Civilizations of the Ancient Near East, New York, 1995
- Marc Van de Mieroop (2006). History of the Ancient Near East: Ca. 3000-323 B.C. (2nd изд.). Blackwell Publishers. ISBN 978-1-4051-4911-2. (first published 2003). .
- Pittman, Holly (1984). Art of the Bronze Age: southeastern Iran, western Central Asia, and the Indus Valley. New York: The Metropolitan Museum of Art. ISBN 9780870993657.
- Richard, Suzanne (2003). Near Eastern Archaeology: A Reader (Illustrated изд.). EISENBRAUNS. стр. 69. ISBN 978-1-57506-083-5.
- Semino, Ornella; Magri, Chiara; Benuzzi, Giorgia; Lin, Alice A.; Al-Zahery, Nadia; Battaglia, Vincenza; MacCioni, Liliana; Triantaphyllidis, Costas; Shen, Peidong; Oefner, Peter J.; Zhivotovsky, Lev A.; King, Roy; Torroni, Antonio; Cavalli-Sforza, L. Luca; Underhill, Peter A.; Santachiara-Benerecetti, A. Silvana (2004). „Origin, Diffusion, and Differentiation of Y-Chromosome Haplogroups E and J: Inferences on the Neolithization of Europe and Later Migratory Events in the Mediterranean Area”. The American Journal of Human Genetics. 74 (5): 1023—1034. PMC 1181965 . PMID 15069642. doi:10.1086/386295.
- Gérard, Nathalie; Berriche, Sala; Aouizérate, Annie; Diéterlen, Florent; Lucotte, Gérard (2006). „North African Berber and Arab Influences in the Western Mediterranean Revealed by Y-Chromosome DNA Haplotypes”. Human Biology. 78 (3): 307—316. PMID 17216803. S2CID 13347549. doi:10.1353/hub.2006.0045.